# نورمان أوليفر
نورمان أوليفر (بالإنجليزية: Norm M. Oliver)‏ هو لاعب كرة قدم أسترالية أسترالي، ولد في 14 نوفمبر 1885، وتوفي في 20 فبراير 1938.

## وصلات خارجية
- نورمان أوليفر على موقع AustralianFootball.com (الإنجليزية)
- نورمان أوليفر على موقع AFLtables.com (الإنجليزية)